# Tô pô rời rạc
Trong tô pô và các ngành liên quan của toán học, một không gian rời rạc là một ví dụ cực kì đơn giản của một không gian topo hay các cấu trúc tương tự, mà trong đó các điểm là "cô lập" với nhau theo một nghĩa nào đó.

## Định nghĩa
Cho một tập hợp X:
- tô pô rời rạc trên X được định nghĩa bằng cách cho mỗi tập con của X là mở, và X là một không gian tôpô rời rạc nếu như nó được trang bị với tôpô rời rạc của nó;
- không gian thuần nhất rời rạc trên X được định nghĩa bằng cách cho mỗi superset của các phần tử đường chéo {(x,x) : x thuộc X} trong X × X là một entourage, và X là một không gian thuần nhất rời rạc nếu như nó được trang bị với thuần nhất rời rạc của nó.
- metric trên X được định nghĩa bằng cách cho khoảng cách giữa hai điểm khác nhau bất kì x và y là 1, và X là một không gian metric rời rạc nếu như nó được trang bị bởi metric rời rạc này.

Một không gian metric ({\displaystyle E},  {\displaystyle d}) được gọi là rời rạc thuần nhất nếu như tồn tại  {\displaystyle r>0} sao cho, với bất kì {\displaystyle x,y\in E}, người ta có thể có hoặc là {\displaystyle x=y} hay {\displaystyle d(x,y)>r}. Topo ẩn dưới không gian metric này có thể là rời rạc, mà metric không cần rời rạc thuần nhất: ví dụ metric thông thường trên tập hợp {1, 1/2, 1/4, 1/8,...} của các số thực.

## Các tính chất
Thuần nhất ẩn bên dưới một không gian metric rời rạc là thuần nhất rời rạc, và topo ẩn bên dưới không gian thuần nhất rời rạc là topo rời rạc.
Do đó, các khái niệm khác nhau của không gian rời rạc là tương thích với nhau.
Mặt khác, tôpô ẩn bên dưới một thuần nhất liên tục (hay một không gian metric liên tục) có thể là rời rạc; một ví dụ là không gian metric 
X := {1/n : n = 1,2,3,...} (với metric kế thừa từ đường thẳng thực và được định nghĩa bởi d(x,y) = |x − y|).
Hiển nhiên, đây không phải là một metric rời rạc; và không gian này cũng không đầy đủ và do đó không rời rạc như là một không gian thuần nhất.
Tuy nhiên, nó là rời rạc như là một không gian tôpô.
Ta nói rằng X là rời rạc về mặt topo nhưng không rời rạc thuần nhất hay rời rạc theo metric.
Thêm nữa:
- Một không gian tôpô là rời rạc nếu và chỉ nếu các tập cô đơn là mở,  đó là trường hợp nếu và chỉ nếu nó không chứa một điểm hội tụ nào cả.
- Các tập cô đơn tạo thành một cơ sở cho tôpô rời rạc.
- Một không gian thuần nhất X là rời rạc nếu và chỉ nếu đường chéo {(x,x) : x trong X} là một entourage.
- Tất cả các không gian tôpô rời rạc thỏa mãn từng tiên đề phân tách; đặc biệt là, mỗi không gian rời rạc là một không gian Hausdorff, nghĩa là, phân tách được.
- Một không gian rời rạc là compact nếu và chỉ nếu nó là một tập hữu hạn.
- Mọi không gian thuần nhất (hay metric) rời rạc là đầy đủ. Thật vậy, mọi dãy Cauchy đều là dãy hằng bắt đầu từ một phần tử nào đó.
- Gộp hai điều trên lại, mọi không gian thuần nhất (hay metric) rời rạc là bị chặn toàn diện nếu và chỉ nếu nó hữu hạn.
- Mọi không gian metric rời rạc là bị chặn.
- Mọi không gian rời rạc là đếm được bậc nhất, và một không gian rời rạc là đếm được bậc hai nếu và chỉ nếu nó đếm được.
- Mọi không gian rời rạc là hoàn toàn không liên thông.
- Mọi không gian rời rạc không trống là thuộc loại thứ hai (second category).

Bất kì một hàm nào từ một không gian rời rạc đến một không gian tô pô khác là liên tục, và bất kì hàm nào từ một không gian thuần nhất rời rạc sang một không gian thuần nhất khác là liên tục đều.
Nghĩa là, không gian rời rạc X là tự do trên tập hợp X trong phạm trù các không gian tô pô và các hàm liên tục hay là trong phạm trù các không gian thuần nhất và các hàm liên tục đều. Những điều này là ví dụ của một hiện tượng tổng quát hơn, trong đó các cấu trúc rời rạc thường tự do trên các tập hợp.
Với các không gian metric, mọi việc trở nên phức tạp hơn, bởi vì có một vài loại không gian metric, phụ thuộc vào cái gì được chọn cho các phép đồng phôi.
Đương nhiên các không gian metric rời rạc là tự do khi các đồng phôi đều là các hàm liên tục đều hay là các hàm liên tục, nhưng điều này không nói lên điều gì thú vị về các cấu trúc metric, chỉ là cấu trúc tô pô hay cấu trúc thuần nhất. Các loại thích hợp hơn với không gian metric có thể tìm thấy bằng cách giới hạn các đồng phôi trong các loại hàm liên tục Lipschitz hay là các hàm ngắn; tuy nhiên, những loại này không có các đối tượng tự do (trên nhiều hơn một phần tử).
Tuy nhiên, không gian metric rời rạc là tự do trong thể loại các không gian metric bị chặn và các hàm liên tục Lipschitz, và nó tự do trong thể loại của các không gian metric bị chặn bởi 1 và các hàm ngắn.
Nghĩa là, bất kì một hàm nào từ một không gian metric rời rạc sang một không gian metric bị chặn khác cũng liên tục Lipschitz, và bất kì một hàm nào từ một không gian metric rời rạc tới một không gian metric bị chặn bởi 1 cũng là hàm ngắn.
Đi theo hướng ngược lại, một hàm f từ một không gian topo Y sang một không gian rời rạc X là liên tục nếu và chỉ nếu nó là một hằng số địa phương theo nghĩa là mỗi điểm trong Y có một vùng xung quanh mà trên đó f là hằng số.

## Sử dụng
Một cấu trúc rời rạc thường được sử dụng như là "cấu trúc mặc định" trên một tập không có một tô pô tự nhiên, một thuần nhất hay là một metric nào cả.
Ví dụ, bất kì nhóm có thể được xem như là một nhóm topo bằng cách đưa vào đó tô pô rời rạc, để suy ra rằng các định lý về các nhóm topo cũng đúng cho các nhóm.
Thật vậy, các nhà giải tích có thể chỉ các nhóm thông thường, không có tính tô pô được nghiên cứu bởi các nhà đại số như là "nhóm rời rạc". Trong một vài trường hợp, điều này có thể được áp dụng hữu ích, ví dụ kết hợp với đối ngẫu Pontryagin.
Một đa tạp 0-chiều (hay là đa tạp khả vi và analytical) không gì khác hơn là một không gian tô pô rời rạc. Theo tinh thần đoạn trước, do đó chúng ta có thể xem bất kì nhóm rời rạc nào như là một nhóm Lie 0-chiều.
Trong khi các không gian rời rạc là không có gì thú vị từ quan điểm tô pô, ta có thể xây dựng dễ dàng các không gian lý thú từ chúng.
Ví dụ, một nhân của vô hạn đếm được các bản sao của không gian rời rạc của các số tự nhiên là đồng phôi với không gian các số vô tỷ, với phép đồng phôi là khai triển tỉ số liên tục. Một nhân của vô hạn đếm được các bản sao của không gian rời rạc {0,1} là đồng phôi với tập Cantor; và thật ra đồng phôi thuần nhất với tập Cantor nếu ta sử dụng thuần nhất nhân trên không gian nhân đó. Một đồng phôi như vậy được cho bởi biểu diễn tam phân của các số. (Xem không gian Cantor.)
Trong nền tảng của toán học, sự nghiên cứu tính compact của các không gian nhân của  {0,1} là trọng tâm của tiếp cận theo kiểu topo nguyên lý ultrafilter, là một dạng yếu hơn của tiên đề lựa chọn.

## Các không gian không rời rạc
Một cách nào đó, ngược lại của topo rời rạc là topo hiển nhiên (cũng gọi là topo đối rời rạc), có số nhỏ nhất số các tập mở (chỉ tập trống và toàn bộ không gian đó). Khi topo rời rạc là khởi đầu hay tự do, topo không rời rạc là cuối cùng hay là đồng tự do: mọi hàm số từ một không gian topo đến một không gian không rời rạc là liên tục, v.v.

## Câu nói hay
- Stanislaw Ulam mô tả Los Angeles, California như là "một không gian rời rạc, mà trong đó khoảng cách giữa hai điểm khác nhau là một tiếng đồng hồ lái xe".[1]